# О, свистни, и я пойду к тебе, мой мальчик
О, свистни, и я приду к тебе, мой мальчик – готический рассказ британского писателя Монтегю Родса Джеймса, включенный им в сборник «Истории о призраках антиквара». Впервые опубликован в Великобритании в 1904 году. Название рассказа отсылает к одноименному стихотворению поэта Роберта Бёрнса.

## Содержание
Паркинс, молодой профессор-онтограф (наука об описании вещей и существ, от греч., «ontos» (существующее) и «grapho» – (пишу)) из Кембриджского университета, на весенние каникулы отправляется в город Бернстоу (вымышленная и дополненная версия Феликстоу, графство Саффолк) на юго-восточное побережье Англии. На время своего пребывания там он останавливается в гостинице «The Globe Inn» и по просьбе приятеля Роджерса предпринимает попытки исследовать территорию близлежащего тамплиерского прецептория, на предмет интереса в раскопках Роджерсом данного места следующим летом.
Исследуя полость внутри разрушенной платформы, профессор обнаруживает древний бронзовый свисток неясного назначения. Он забирает находку и возвращается в гостиницу. По пути, идя по пустынному пляжу, он замечает нечёткий силуэт, который, кажется, торопится догнать его. Но расстояние слишком велико, и, в конце концов, силуэт отстаёт.
После ужина Паркинс в одиночестве в своей комнате очищает свисток от грязи. Сбив её на лист бумаги, он выбрасывает мусор из окна, параллельно наблюдая за человеком, стоящим далеко-далеко на берегу лицом к гостинице. Профессор пытается разглядеть силуэт, но не может.
К немалому удивлению своему, на очищенном свистке под огнём свечи Паркинс находит две латинские надписи. На одной стороне «Quis est iste, qui venit?» («Кто это, кто идёт?»), на другой – совсем неясные начертания «Fla Bis Fle Fur», расположенные в виде знака плюс. Последняя надпись вводит его в некоторое замешательство; он дважды дует в свисток.
После этого за окном слышится порыв сквозняка. Паркинса вдруг настигает видение широкого ночного пространства. Свежо, над морем веет ветер, а центральное место занимает одинокий силуэт, стоящий на берегу.
Ночью Паркинсу чудится мужчина, бегущий вдоль берега от «подпрыгивающего чёрного объекта». Мужчина этот очень напуган. Его преследователь же не напоминает человека вовсе: движется необычным образом и с невероятной скоростью. Мужчина в отчаянии карабкается по высоким холмам, но, в конце концов, падает на землю в изнеможении. Преследующий его незнакомец встаёт над ним фигурою в «бледных, развевающихся драпировках».
Профессор часто просыпается во время этих видений. Когда он снова закрывает глаза, объект и бегущий мужчина возвращаются, и вновь исчезают, как только профессор размыкает веки. Понимая, что он не может развидеть это, Паркинс решает читать себе, покуда не провалится без сил в сон. Он пытается зажечь спичку, как внезапно слышит шорохи по полу в направлении от кровати. Паркинс замирает, и звук прекращается. Поразмыслив, профессор решает, что это звук бегающих в тёмное время крыс.
Он погружается в сон, оставляя свечу рядом с кроватью зажжённой. Утром его будят сотрудники гостиницы; свеча оказывается до сих пор горящей.
Паркинс готовится пойти играть в гольф со знакомым полковником Уилсоном, когда горничная сообщает ему, что обе кровати в его комнате не застелены. Создаётся чувство, словно на них спали и спали буйно. На возражения профессора, что он не трогал вторую кровать, женщина отвечает, что одеяло и простыни «скомканы и смяты, разбросаны во все стороны». Паркинс решает, что это он случайно сгрудил постель во время разгрузки вещей.
Он встречается с Уилсоном и рассказывает ему о найденном накануне свистке. Полковник высказывает мнение, что предмет, который Паркинс оставил в своей комнате в гостинице, мог принадлежать папистам, и ему следует вести себя осмотрительнее.
По возвращении в гостиницу полковник и профессор встречают испуганного мальчика, который сообщает, что увидел белый безликий силуэт в неосвещенном окне комнаты. Герои успокаивают ребёнка, предполагая, что он мог стать жертвой розыгрыша. Посетив свои апартаменты, Паркинс понимает, что описание окон комнаты, данное мальчиком, могло означать только, что он видел силуэт именно в комнате профессора. Затем Паркинс в оторопи замечает, что простыни на второй кровати, как и утром, скомканы и измяты.
У себя в комнате профессор показывает полковнику тот самый свисток, интересуясь, можно ли расшифровать неизвестную надпись. У полковника при всех усилиях не получается это сделать.
Оставшийся в одиночестве Паркинс имеет представления о предстоящей ночи: она очень лунная, а на окнах его комнаты нет занавесок. Это может повредить его сну. Он сооружает из подручных средств штору-заслонку, которая отчасти спасает ситуацию. Некоторое время почитав, Паркинс ощущает усталость, задувает свечу и засыпает.
Однако уже спустя час его сон оказывается прерван звуками: импровизированная заслонка падает. Комнату заливает сильный свет луны. Очнувшись, профессор слышит звуки – те самые, которые слышал и прошлой ночью. Они раздаются со стороны соседней кровати. Размышляя о том, что источником этого звука опять могут быть крысы, Паркинс внезапно осознаёт, что ни один грызун не может вызвать то «дребезжание и тряску», которое сейчас слышит он.
Приглядевшись, профессор в страхе видит, что на второй постели сидит некто. Силуэт. Не помня себя Паркинс срывается к окну схватить упавшую трость. Силуэт в то же время «оживает» и, раскинув руки, взмывает над дверью. В тени Паркинс не видит черт незнакомца, и ужас его только возрастает.
Всё остается неподвижным в течение нескольких мгновений. Затем силуэт отрывается от двери и движется, склонившись, в направлении кровати профессора. Паркинс видит, как его задрапированные руки ощупывают комнату. Существо ищет что-то или, куда вероятней, кого-то – его, Паркинса. Профессор решает, что, очевидно, это нечто слепо.
Добравшись до кровати, существо ощупывает подушку и простыни, сминая их. Затем движется к окну и попадает под луч луны; Паркинс ясно различает скрытую под драпировкой фигуру с искаженным лицом и конечностями, как подёрнутыми туманом-тканью. Руки его несколько вытянуты. Существо продолжает искать профессора.
Один угол драпировки, скрывающей фигуру, касается лица Паркинса. Тот не выдерживает и вскрикивает, и крик обнаруживает его. Существо быстро движется в направлении крика. Паркинс прижимается к раскрытому окну, многократно кричит, когда «лицо» призрака прижимается к его собственному лицу.
В этот момент появляется полковник. Услышавший крик Паркинса, он распахивает дверь – как раз, чтобы увидеть, как существо, стоящее напротив профессора, исчезает. Льняная простынь, обрамлявшая его форму, опадает на пол, и Паркинс теряет сознание.
На следующее утро в гостиницу приезжает Роджерс, и, посоветовавшись с ним, полковник избавляется от свистка, забросив его далеко в море. Паркинс избегает репутации в появлении у себя белой горячки.
В заключении даётся рассуждение касательно того, какой исход ожидал бы профессора без вмешательства Уилсона:
Нет особых сомнений в том, что случилось бы с Паркинсом, если бы не вмешательство полковника. Он либо выпал бы из окна, либо сошел бы с ума. Но не так очевидно, что ещё могло сделать существо, появившееся в ответ на свист, кроме как напугать. Казалось, в нём не было абсолютно ничего материального, кроме постельного белья, из которого оно сделало себе тело. Полковник, помнивший не очень похожий случай в Индии, придерживался мнения, что, если бы Паркинс закрылся с ним, оно действительно могло бы сделать очень мало, и что его единственной силой было устрашение. Всё это, сказал он, подтверждало его мнение о Римской церкви.М.Р. Джеймс, О, свистни, и я приду к тебе, мой мальчик
Оригинал:
There is not much question as to what would have happened to Parkins if the Colonel had not intervened when he did. He would either have fallen out of the window or else lost his wits. But it is not so evident what more the creature that came in answer to the whistle could have done than frighten. There seemed to be absolutely nothing material about it save the bedclothes of which it had made itself a body. The Colonel, who remembered a not very dissimilar occurrence in India, was of opinion that if Parkins had closed with it it could really have done very little, and that its one power was that of frightening. The whole thing, he said, served to confirm his opinion of the Church of Rome.M.R. James, Oh, Whistle, and I'll Come to You, My Lad

## Фильмы
Первая интерпретация рассказа была организована BBC в формате телеспектакля в 1968 году. Режиссёром выступил Джонатан Миллер, а сама постановка имела стилизацию под документальный фильм. Произведение Миллера оказало ощутимое влияние на расцвет «Рождественских историй о привидениях» (1971-1978, 2005-2006) – серии телевизионных адаптаций 4 историй Монтегю Джеймса и 1 истории Чарльза Диккенса.
Следующее осмысление рассказа «О, свистни, и я приду к тебе, мой мальчик» произошло в 2010 году, вновь под началом BBC. Адаптацию выполнил британский писатель и сценарист Нил Кросс, а режиссуру – Энди де Эммони. Главные роли исполнили Джон Хёрт и Софи Томпсон.
Оба обозначенных фильма используют рассказ М.Р. Джеймса в качестве основы, но вносят ряд сюжетных и смысловых изменений.

## Особенности
Загадочная надпись, которую не удалось расшифровать ни Паркинсу, ни полковнику, дословно визуально можно преобразовать в фразу «Fur flabis flebis», значащую: «Вор, если ты дунешь, ты заплачешь».